# Grotteatern
Grotteatern är Umeås största amatörteaterförening.
Föreningen grundades 1964 som Umeå Studentteater. Under ett par år på 1970-talet huserade föreningen i ett skyddsrum, insprängt under Döbelns park. Därav namnbytet till Grotteatern. Länge utgjorde även Umeå gamla fängelse Grotteaterns hemvist. Idag håller föreningen till i stadsdelen Ålidhem i det som nu kallas "Kulturhuset Klossen".
Grotteatern har genom tiderna arbetat ideellt med all slags teater, klassiker, moderna verk, dockteater, barnteater, cabaréer, teatersport och även egenhändigt skrivet material, stora och små produktioner inomhus och utomhus.